# باشگاه فوتبال سیستم ۳
باشگاه فوتبال سیستم ۳ یک باشگاه فوتبال حرفه ای است که در کینگزتاون، سنت وینسنت و گرنادین‌ها مستقر است. آنها در حال حاضر در لیگ برتر کشور بازی می‌کنند.